# Talbot Tagora
 (novembre 2023).
Si vous disposez d'ouvrages ou d'articles de référence ou si vous connaissez des sites web de qualité traitant du thème abordé ici, merci de compléter l'article en donnant les références utiles à sa vérifiabilité et en les liant à la section « Notes et références ».
La Talbot Tagora est une automobile française fabriquée par Talbot, présentée au salon de Paris en octobre 1980 et commercialisée à partir de février 1981. Beaucoup de ses éléments mécaniques sont communs à ceux de la Peugeot 604. Cette voiture, conçue pour incarner le haut de gamme de la marque, ne connut qu'une diffusion extrêmement confidentielle.

## Historique

### Conception
Né sous l'influence de Chrysler, ce haut de gamme au goût « américain » aurait pu se tailler une place enviable en Europe : la conjoncture et Peugeot en décidèrent autrement.
En 1976, Chrysler Europe — propriétaire, notamment, de Simca — souhaite coiffer sa gamme d'une grande berline capable de rivaliser avec les productions allemandes qui dominent le marché. Développé sous le nom de code « C9 » et dessiné au Royaume-Uni par les équipes du designer anglais Roy Axe, le projet est rapidement mené. Le prototype retenu n'a rien de révolutionnaire : carrosserie trois volumes, propulsion classique et reprise du quatre cylindres Chrysler simplement mis au goût au jour. Classique, la voiture pouvait toutefois compter sur une grande habitabilité, des liaisons au sol modernes, assurées par une suspension à quatre roues indépendantes, un style et des gadgets à l'américaine et, surtout, des tarifs attrayants.

### Cession à Peugeot
Les sondages sont favorables, la capacité de production est parfaitement adaptée à l'usine de Poissy mais tout bascule en août 1978. Au bord du gouffre financier, Chrysler décide de se débarrasser de ses filiales européennes. Peugeot s'en porte alors acquéreur. Rebaptisée bientôt du nom de Talbot — une ancienne marque de prestige, ressuscitée pour l'occasion —, l'ancienne usine Simca de Poissy poursuit le développement de la future Tagora.
Pour des raisons de coût, le châssis initial est remplacé par la plate-forme de la future Peugeot 505 et la partie avant modifiée pour accueillir des mécaniques françaises. Si la Tagora conserve ainsi dans sa version d'entrée de gamme un vieux bloc Chrysler en fonte, elle profite de la réputation de Peugeot en matière de Diesel avec, à partir de mai 1981, un excellent modèle TD, et conforte sa position haut de gamme en se dotant d'une version musclée du V6 de la Peugeot 604.

### Échec commercial et fin de carrière
Avec 165 ch — contre 144 ch sur la Peugeot 604 —, la Tagora devient la plus puissante et la plus rapide des berlines françaises. Dans un premier temps, on peut penser que Peugeot va doubler ses chances de s'imposer sur le marché des grandes berlines en proposant une alternative « maison » à la Peugeot 604 qui elle, peine à se faire une place. Mais Peugeot regrette d'avoir laissé poursuivre le développement de cette concurrente dont l'entreprise a hérité. Bien décidée à ne pas faire de l'ombre à son haut de gamme, la firme sochalienne scelle le destin de la Tagora. Mal vendue par les réseaux Peugeot-Talbot qui se livrent une concurrence féroce, retardée dans sa production par des grèves à Poissy et touchée par les effets du second choc pétrolier, la Tagora arrive au plus mauvais moment. La méfiance de la clientèle vis-à-vis de son image plutôt floue — Chrysler ? Simca ? Talbot ?, — conjuguée à une finition indigne de son standing, ne tarde pas à se traduire par un échec commercial. En juillet 1983, l'aventure s'achève et les quelques centaines d'exemplaires invendus seront discrètement bradés en Espagne.

## Talbot Tagora SX
Apparue en mai 1981, la Talbot Tagora SX emprunte à la Peugeot 604 le moteur V6 PRV de 2 664 cm3 mais l'alimentation d'origine est remplacée par deux carburateurs triple-corps, et le rapport volumétrique et l'échappement sont modifiés. L'allumeur, les culasses, les arbres à cames et les pistons sont spécifiques. La Tagora devient la voiture française de série la plus puissante de l'époque ; il faut remonter à la Citroën SM au début des années 1970 pour trouver l'équivalent. Sur cette Tagora, le train arrière de la 505 est remplacé par celui de la 604.
Son moteur fournit 165 ch à 6 000 tr/min et 23,4 m.daN à 4 200 tr/min.
Talbot est la première marque française à proposer en série un ordinateur de bord, repris sur la version SX de ce modèle après son apparition sur les versions SX de l'Horizon et de la 1309 en 1977 puis de la Solara en 1979.
En option, il est possible de disposer de la sellerie cuir, de la climatisation et d'un pack regroupant les vitres arrière électriques, les lave-vitres/essuie-vitres de phares ainsi que deux haut-parleurs arrière avec une commande de balance AV/AR sur la console centrale.

## Production
- 1980 : 502
- 1981 : 15 687
- 1982 : 2 624
- 1983 : 1 320

Sur les 20 133 exemplaires construits ces quatre années, 1 083 furent des modèles V6 (SX), le reste fut partagé en deux parts pratiquement égales de 2,2 L essence (GL, GLS) et 2,3 L diesel (DT).

## Versions
|                             | GL                                | GLS                               | DT                             | SX                                 |
| --------------------------- | --------------------------------- | --------------------------------- | ------------------------------ | ---------------------------------- |
| Dimensions                  |                                   |                                   |                                |                                    |
| Longueur                    | 4630 mm                           | 4630 mm                           | 4630 mm                        | 4630 mm                            |
| Largeur                     | 1810 mm                           | 1810 mm                           | 1810 mm                        | 1810 mm                            |
| Hauteur                     | 1440 mm                           | 1440 mm                           | 1440 mm                        | 1440 mm                            |
| Empattement                 | 2810 mm                           | 2810 mm                           | 2810 mm                        | 2810 mm                            |
| Voie avant                  | 1510 mm                           | 1510 mm                           | 1510 mm                        | 1510 mm                            |
| Voie arrière                | 1470 mm                           | 1470 mm                           | 1470 mm                        | 1470 mm                            |
| Caractéristiques techniques |                                   |                                   |                                |                                    |
| Moteur                      | Avant, longitudinal               | Avant, longitudinal               | Avant, longitudinal            | Avant, longitudinal                |
| Roues motrices              | Arrière (propulsion)              | Arrière (propulsion)              | Arrière (propulsion)           | Arrière (propulsion)               |
| Type moteur                 | 4 en ligne SOHC                   | 4 en ligne SOHC                   | 4 en ligne OHV                 | 6 en V à 90º SOHC                  |
| Cylindrée                   | 2 155 cm³                         | 2 155 cm³                         | 2 304 cm³                      | 2 664 cm³                          |
| Taux de compression         | 9,45:1                            | 9,45:1                            | 21.0:1                         | 9,50:1                             |
| Puissance max               | 85,8 kW (116,6 ch) à 5 400 tr/min | 85,8 kW (116,6 ch) à 5 400 tr/min | 58,9 kW (80 ch) à 4 150 tr/min | 121,5 kW (165,3 ch) à 6 000 tr/min |
| Couple max                  | 181 N m à 3 200 tr/min            | 181 N m à 3 200 tr/min            | 189 N m à 2 000 tr/min         | 230 N m à 4 200 tr/min             |
| Suralimentation             | Non                               | Non                               | Turbocompresseur               | Non                                |
| Carburant                   | Essence 97 octane                 | Essence 97 octane                 | Gazole                         | Essence 97 octane                  |
| Boîte de vitesses           | Manuelle à 4 rapports             | Manuelle à 5 rapports             | Manuelle à 5 rapports          | Manuelle à 5 rapports              |

## Galerie

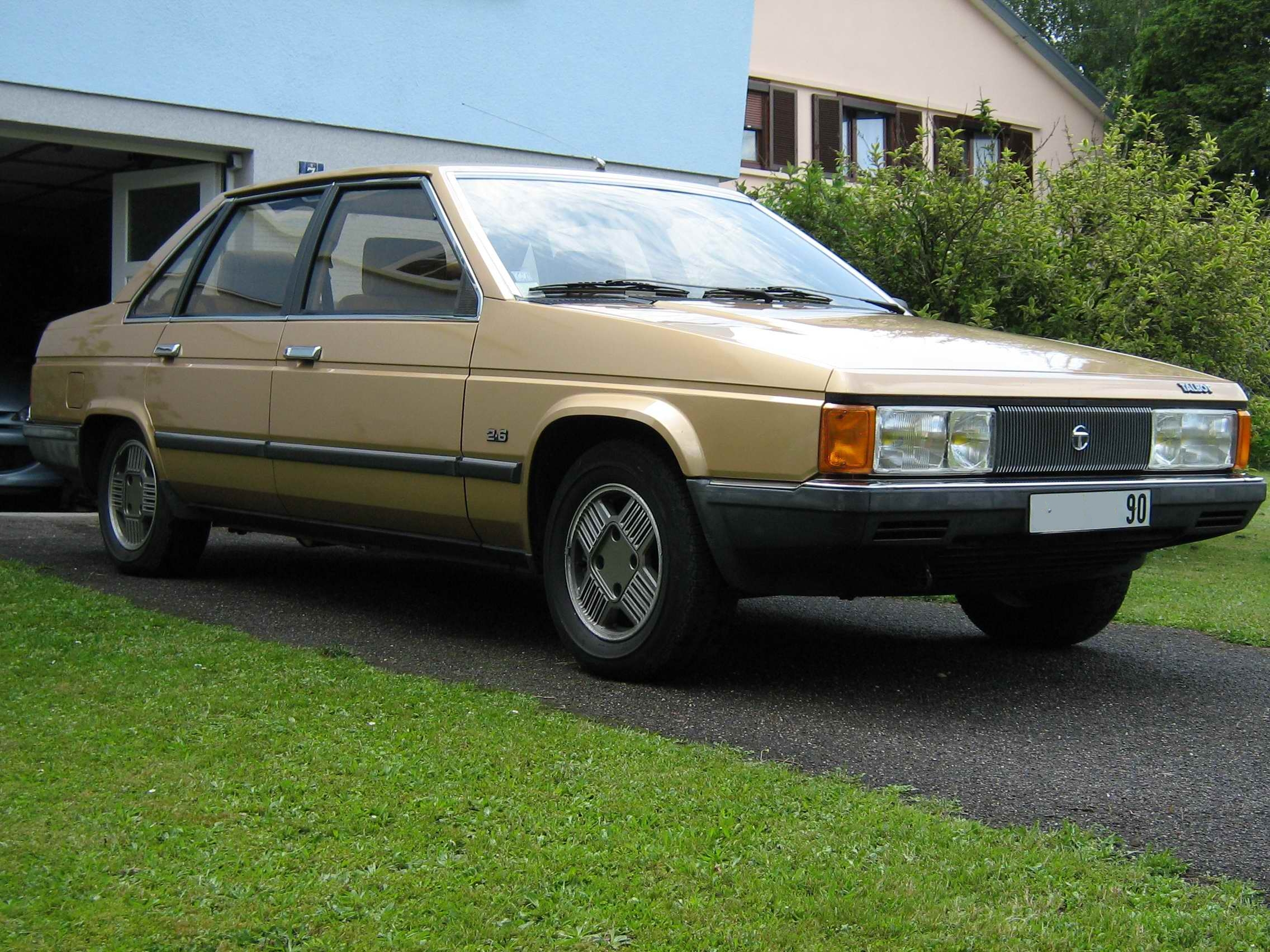
Talbot Tagora SX V6
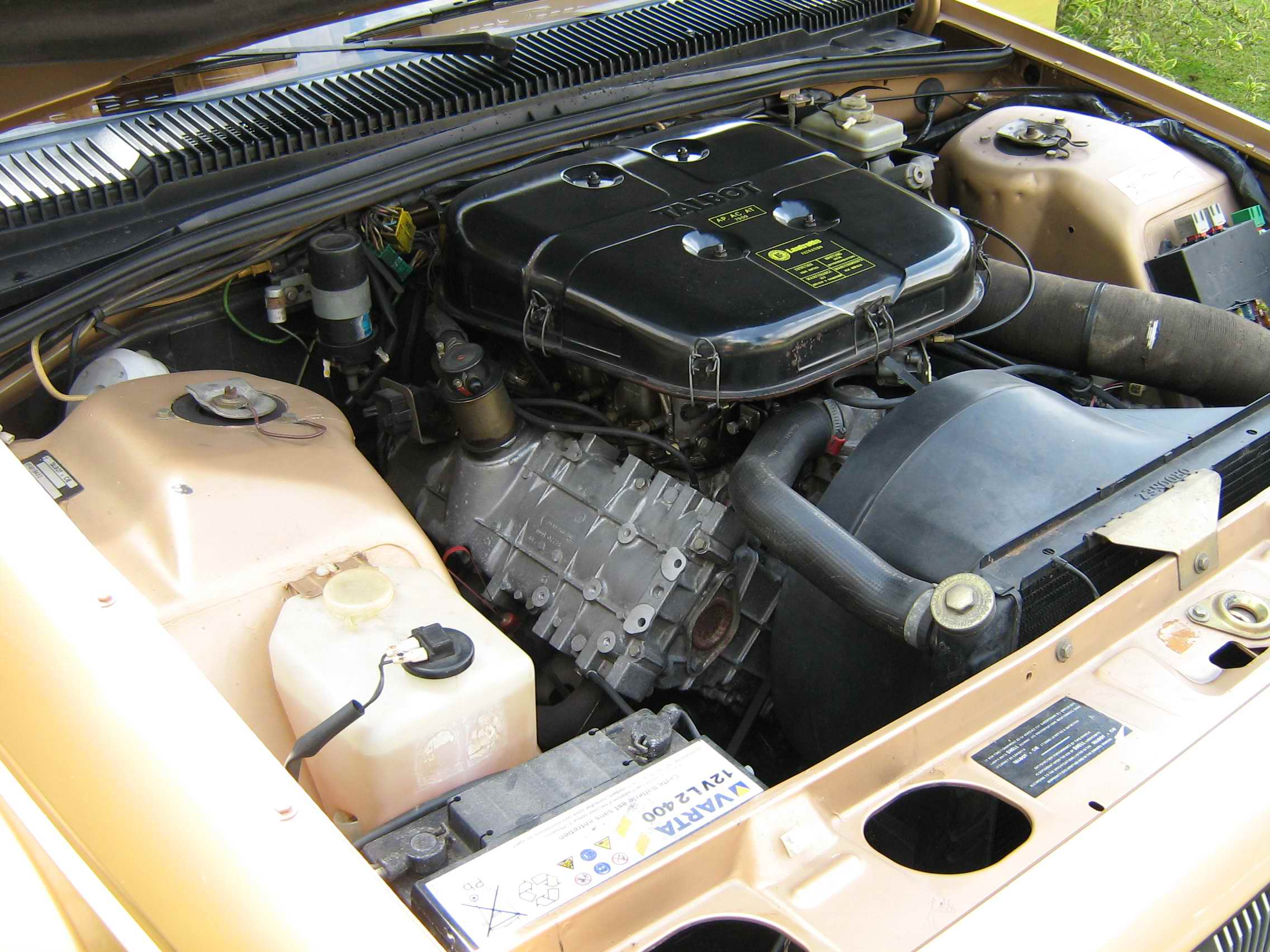
Talbot Tagora SX moteur V6 « L6 »
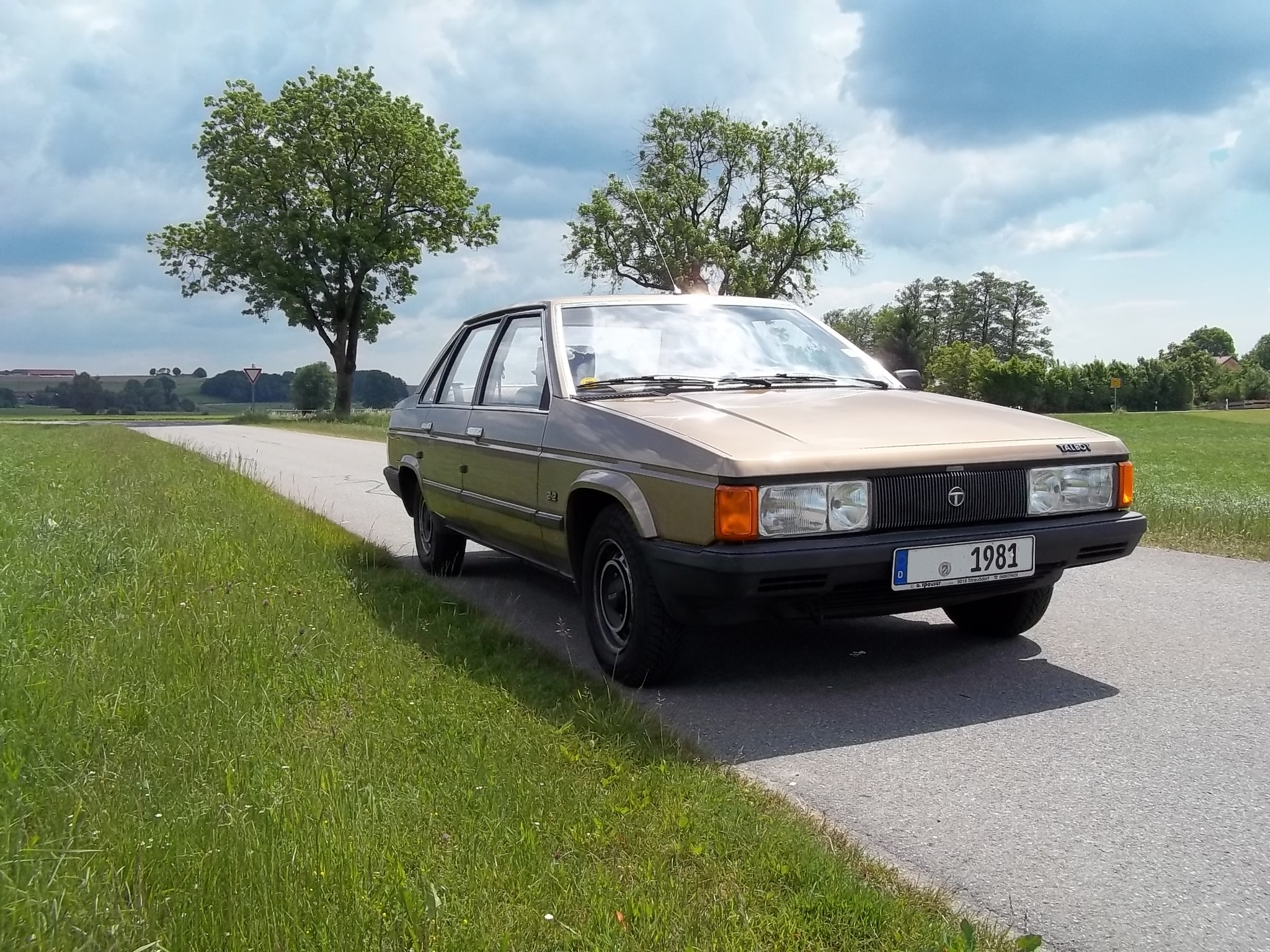
1981 Tagora GLS
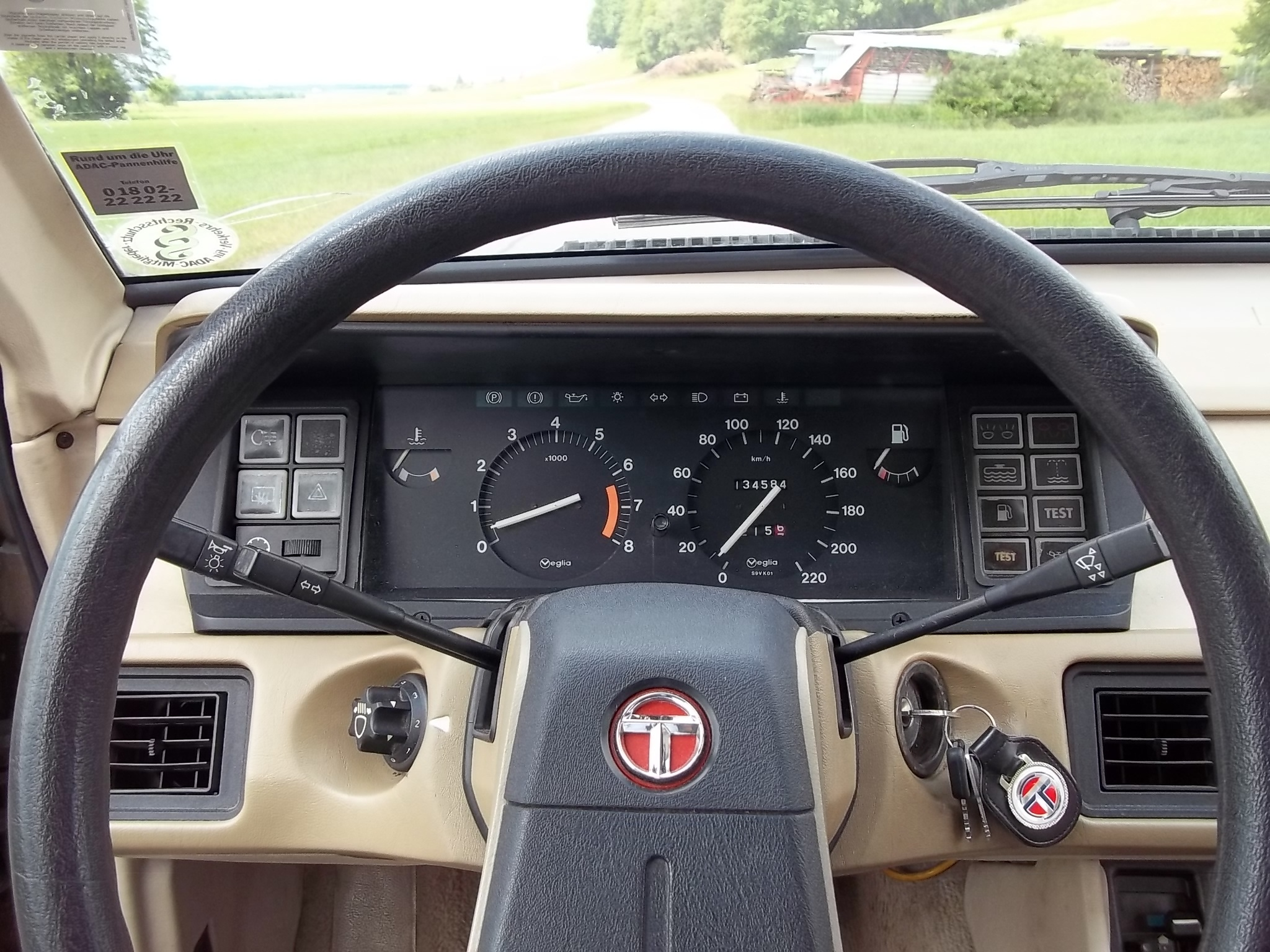
Tableau de bord Tagora GLS
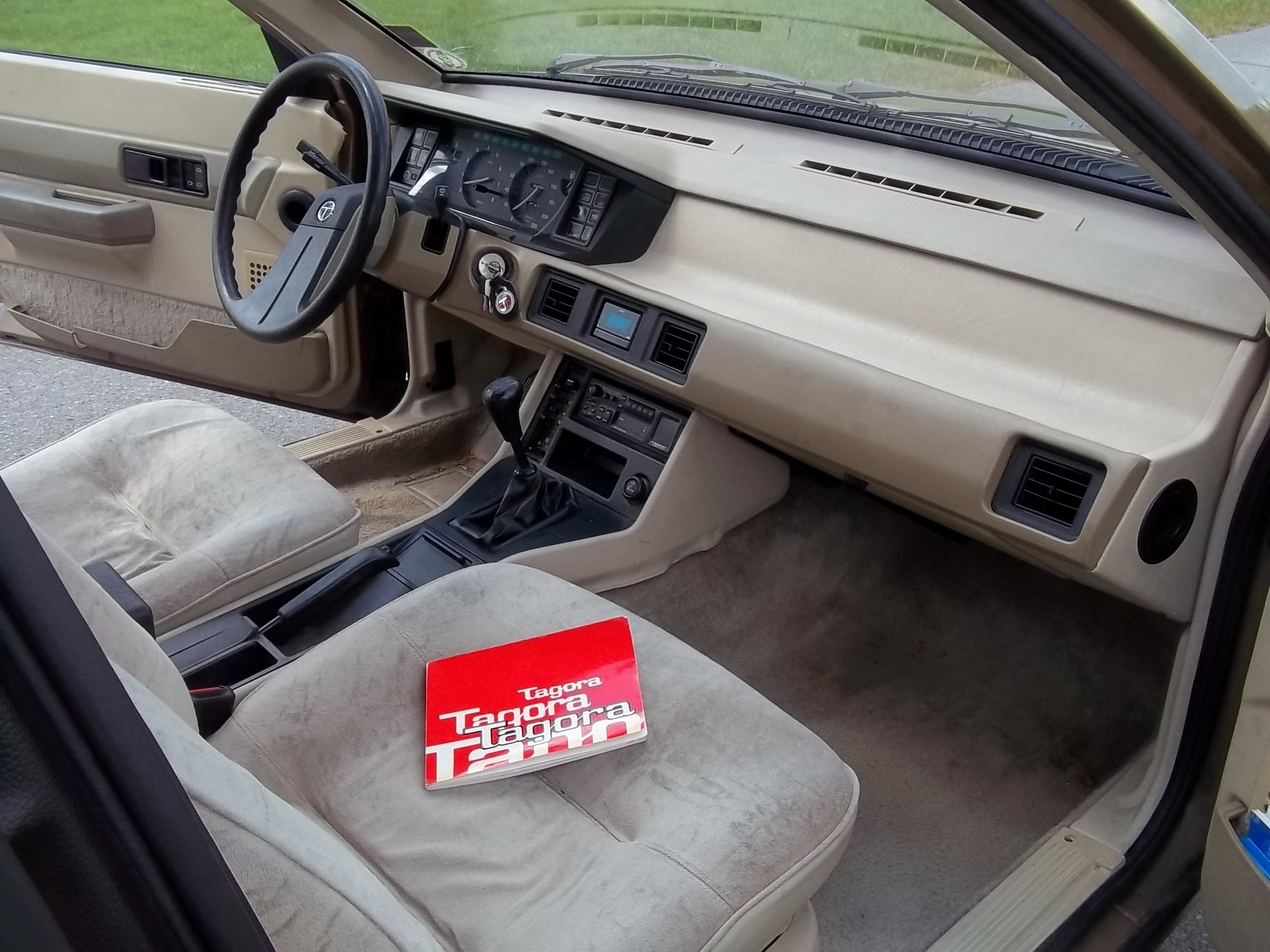
Intérieur Tagora GLS